# Gabriel Costa
Basilio Gabriel Costa Heredia (San Carlos, 2 aprile 1990) è un calciatore uruguaiano naturalizzato peruviano, centrocampista dell'Universitario.

## Carriera

### Club
Nella stagione 2012-2013 ha disputato 11 partite nella prima divisione uruguaiana con il Bella Vista.
Nel 2016 ha vinto il titolo nazionale peruviano con lo Sporting Cristal.

### Nazionale
Ha giocato nella nazionale peruviana.

## Palmarès

### Club

#### Competizioni nazionali
- Campionato peruviano: 2

Sporting Cristal: 2016
Universitario: 2024